# Кнежевина Лука и Пјомбино
Кнежевина Лука и Пјомбино је била држава која је постојала на Апенинском полуострву током Наполеонових ратова.

## Историја
Држава је настала након француске окупације Републике Луке (1799). Од територије Луке и територије Кнежевине Пјомбино формирана је Кнежевина Лука и Пјомбино. Наполеон је за кнегињу Луке и Пјомбина поставио своју сестру Елизу. Елизин Муж, Феликс Баћиоки, добио је титулу принца Пјомбина. Државом је управљала кнегиња Елиза и Савет који је имао саветодавну функцију. Валута Кнежевине Луке и Пјомбина био је француски франак. Од 1809. године Елиза носи и титулу војвоткиње Тоскане. Кежевина Лука и Пјомбино постојала је до 1814. године. Тада ју је окупирала аустријска војска. Након Наполеоновог изгнанства на Елбу одржан је Бечки конгрес. Одлукама Бечког конгреса, Лука и Пјомбино прикључени су Великом војводству Тоскани.

## Bibliography
- Claude Drigon, Nouveau traité historique et archéologique de la vraie et parfaite science des armoiries
- L'Univers, histoire et description de tous les peuples
- Marie Nicolas Bouillet, Dictionnaire universel d'histoire et de géographie,
- Gérard Hubert, La sculpture dans l'Italie napoléonienne,